# Ben Becker
Ben Becker (ur. 19 grudnia 1964 w Bremie) – niemiecki aktor, producent, reżyser i wokalista.

## Życiorys

### Wczesne lata
Urodził się w Bremie jako syn pary aktorskiej Moniki Hansen (ur. 1943) i Rolfa Beckera (ur. 1935). Wychowywał się w Berlinie z młodszą siostrą Meret (ur. 1969) w trakcie separacji rodziców. W 1971 jego rodzice rozwiedli się, a matka ponownie wyszła za mąż za Otto Sandera. Jako dziecko brał udział w nagraniach słuchowisk.

### Kariera
W 1983 zadebiutował na ekranie u boku ojczyma Otto Sandera w dramacie Andrzeja Wajdy Miłość w Niemczech (Eine Liebe in Deutschland). W połowie lat osiemdziesiątych pracował jako inspicjent w berlińskim Ernst Deutsch Theater. Jednocześnie w latach 1985-87 brał lekcje aktorstwa.  Od tamtej pory regularnie pojawiał się na scenie.
Regularnie pojawiał się w rolach drugoplanowych w serialach telewizyjnych, takich jak TKKG, Der Alte czy Ein Fall für zwei oraz filmach telewizyjnych. Na ekranie często był angażowany do roli czarnego charakteru. Po raz pierwszy zwrócił na siebie większą uwagę w roli niemieckiego aroganckiego turysty Achima, który zostawił swoją miłość, gdy dowiedział się o ciąży w melodramacie Serbska dziewczyna (Das serbische Mädchen, 1991). Został nagrodzony Grimme za swoją kreację Rica w telefilmie Pejzaż z cierni (Landschaft mit Dornen, 1992). W dramacie Brat snu (Schlafes Bruder, 1995) zagrał ekscentrycznego młodego muzyka.
Występował w teatrach: Hamburger Ernst-Deutsch-Theater, Stuttgarter Staatstheater (1991/92) i Hamburger Schauspielhaus (1993/94) w repertuarze klasycznym jak Intryga i miłość czy Romeo i Julia. W 1995 wystawił swoją sztukę Sid i Nancy ze swoją siostrą Meret Becker w roli głównej. W 1999 w Berliner Maxim Gorki Theater wysoko oceniono jego występ w Berlin Alexanderplatz.
W 1997 roku zapoczątkował karierę muzyczną z zespołem Ben Becker & The Zero Tolerance Band.

## Nagrody
- 1991: Adolf-Grimme-Preis za występ w Landschaft mit Dornen (z Berndem Böhlichem, Martinem Schlesingerem i Uwe Saegerem)
- 1995: Adolf-Grimme-Preis za występ w serialu Telefon 110
- 1997: Berliner Bär (B.Z.-Kulturpreis)
- 1998: Goldene Kamera za występ w Comedian Harmonists
- 1998: Bayerischer Filmpreis za Comedian Harmonists
- 2000: Publikumspreis Goldener Vorhang
- 2013: Askania Award

## Filmografia

### Filmy
- 1983: Miłość w Niemczech (Eine Liebe in Deutschland) jako Klaus
- 1986: Whopper Punch 777 jako Harry Brummer
- 1995: Brat snu (Schlafes Bruder) jako Peter
- 1996: Aniołek (Engelchen) jako Lucies Freund
- 1996: Samson i Dalila (Sansone e Dalila, TV) jako książę Sidka
- 1997: Comedian Harmonists (Odlotowy sekstet) jako Robert Biberti
- 1999: Pieśń o miłości i śmierci (Gloomy Sunday – Ein Lied von Liebe und Tod) jako Hans Wieck
- 1999: E-m@il an Gott (TV) jako Jerry
- 1999: Karuzela Kurta Gerrona (Kurt Gerrons Karussell)
- 1999: Der Einstein des Sex jako Adolf Brand
- 1999: Wakacyjna pułapka (Südsee, eigene Insel) jako dr H. Kupert
- 2000: Marlena (Marlene) jako Ernst Linke
- 2001: Sass jako Franz Sass
- 2001: Frau2 sucht HappyEnd jako
- 2001: Biały, jak śnieg (Så vit som en snö) jako Hermann Vogel
- 2003: Trenck – Zwei Herzen gegen dir Krone (TV) jako Friedrich von der Trenck
- 2005: Max und Moritz Reloaded jako Morderca Hanne
- 2005: Ein Ganz gewöhnlicher Jude jako Emanuel Goldfarb
- 2006: Esperanza jako kapitan
- 2008: Czerwonowłosa Zora (Die Rote Zora) jako Karaman
- 2009: Der Tiger oder Was Frauen lieben! (TV) jako „Tygrys” - Michael Maier
- 2010: Młyn Habermana (Habermann) jako Kurt Koslowski
- 2011: Cudowna podróż (Nils Holgerssons wunderbare Reise, TV) jako orzeł Gorgo (głos)
- 2012: The Child jako Andy Borchert
- 2013: Mała Syrenka (Die kleine Meerjungfrau, TV) jako morski król
- 2014: Von jetzt an kein Zurück jako Tata Ruby

### Seriale TV
- 1987: Tatort: Tod im Elefantenhaus jako David Weber
- 1987: Derrick jako Holger Stemp
- 1988: Always Afternoon jako Ernst
- 1991: Tatort: Tod im Häcksler jako Stefan Tries
- 1994: Telefon 110 jako Rethmann / Jost Dettmann
- 1995: A.S. jako Markus Gruner
- 1995: Tatort: Die Kampagne jako Tries
- 1998: Telefon 110 jako Jobst Dettmann
- 1998: Tatort: Bienzle und der Champion jako Piet Michalke
- 1999: Przed burzą (Sturmzeit) jako Maksim Marakov
- 2005: Telefon 110 jako Jobst Dettmann
- 2014: Tatort: Der Fall Reinhardt jako Gerald Reinhardt
- 2018: Telefon 110 jako Klaus Wagner
- 2019: Tatort: Die Pfalz von oben jako Stefan Tries
- 2020: Tatort: Das Team jako Marcus Rettenbach

## Dyskografia
- 1997: Und lautlos fliegt der Kopf weg (wraz z Spies Ulrik i Jacki Engelken i zespołem Ben Becker & The Zero Tolerance Band; utwór „Brian Jones”)
- 1999: Gloomy Sunday (Soundtrack); utwór: „Das Lied vom traurigen Sonntag”
- 2000: Xavier Naidoo – Rilke-Projekt
- 2001: Soundtrack Frau 2 sucht Happy End (Song „Engel wie wir“)
- 2001: Wir heben ab
- 2001: Fieber – Tagebuch Eines Aussätzigen Becker liest Kinski – Gedichte (muz. Alexander Hacke)
- 2005: Ben Becker czyta – Jack London Wilk morski
- 2005: Große Freiheit: Lieder & Geschichten aus Hamburg-St. Pauli
- 2006: Bertolt Brecht przedstawiony przez Bena Beckera (seria Spuren: Menschen, die uns bewegen; 9)
- 2006: Bertolt Brecht: Auszüge aus dem Arbeitsjournal 1948–1954; czyta Ben Becker
- 2007: audiobook Alfred Döblin – Berlin Alexanderplatz
- 2007: Die Bibel – Eine gesprochene Symphonie (z Zero Tolerance Band i Deutschen Filmorchester Babelsberg)
- 2008: Sehnsucht; „Nacht” (gościnnie), „Vor Der Zeit” (gościnnie),
- 2010: Bruno – Der Junge mit den grünen Haaren und Brunos Weihnachten …und Halali (Ben Becker jako narrator i jego córka Lilith Maria Dörthe Becker jako Bruno)
- 2013: Blutsbrüder: Ein Berliner Cliquenroman z Ernstem Haffnerem
- 2015: Gute Nacht, Bruno (Der Junge mit den grünen Haaren) i Traumsong erschienen auf Various Artists – Gute Nacht Sterne (CD). Sony Music Entertainment Germany GmbH